# Hala widowiskowo-sportowa WOSiR Wyszków
Hala widowiskowo - sportowa WOSiR – hala widowiskowo-sportowa w Wyszkowie w województwie mazowieckim, na osiedlu Polonez. Mieści się przy ulicy Geodetów 45. Hala należy do kompleksu sportowo-rekreacyjnego Wyszkowskiego Ośrodka Sportu i Rekreacji. Przylega do niej Szkoła Podstawowa nr 5 im. Żołnierzy Armii Krajowej. Obok szkoły znajduje się również pływalnia miejska. Jest stałą areną domowych zmagań męskiego klubu siatkarskiego KS Camper Wyszków. Odbywają się tu również koncerty, występy kabaretowe, gale bokserskie i inne wydarzenia (m.in. zloty młodzieżowe Wychowanie i Profilaktyka, wcześniej zloty programu Profilaktyka a Ty, w 2017 r. hala gościła 32. Światowe Dni Młodzieży Diecezji Łomżyńskiej).

## Wyposażenie hali[4]

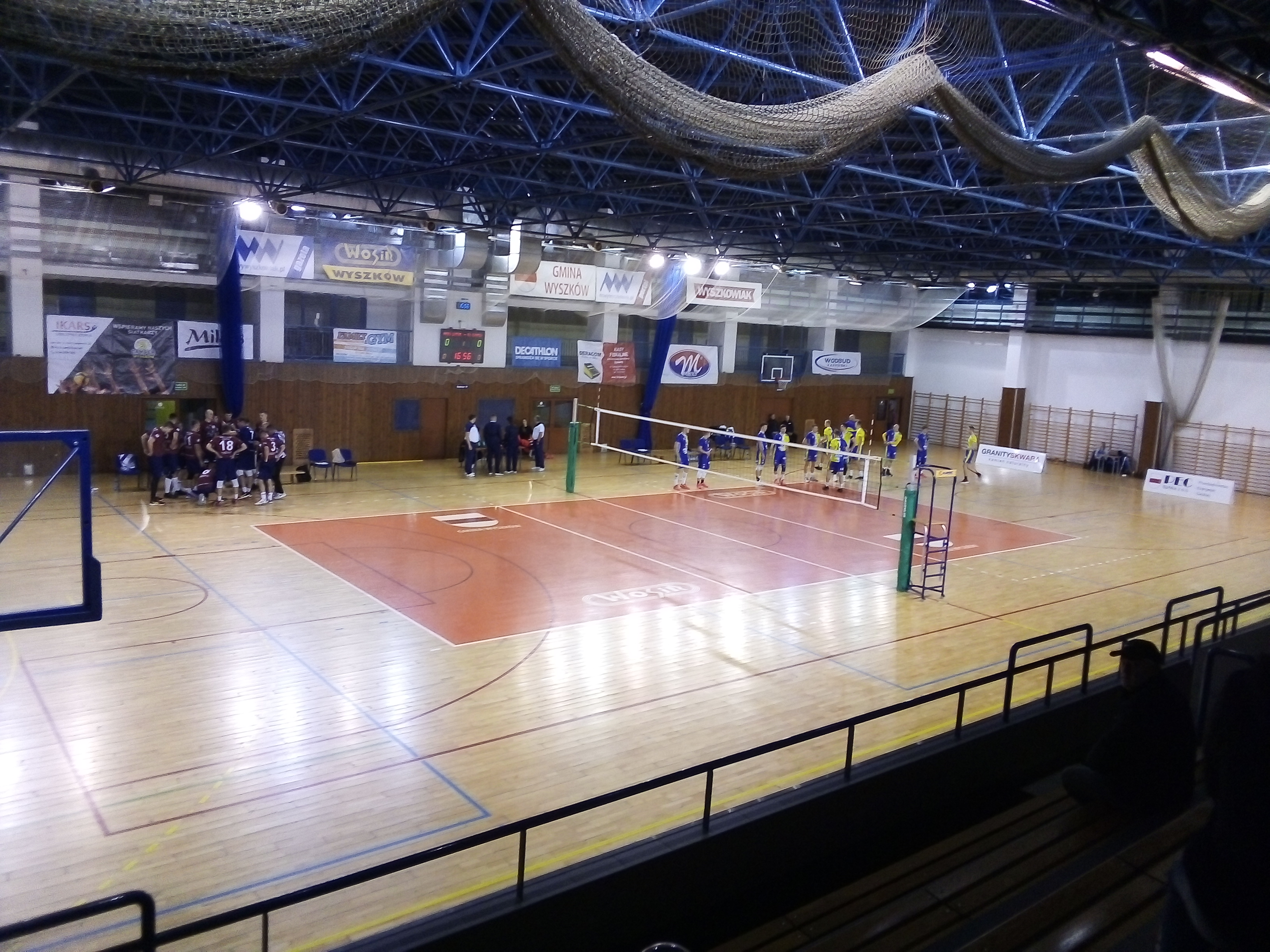
Widok areny hali WOSiR Wyszków od wewnątrz (podczas meczu drużyn siatkarskich KS Camper Wyszków i MMKS Lotnik Łęczyca, 04.12.2021 r.).

- arena 48 × 25 m z możliwością wydzielenia trzech sektorów treningowych do siatkówki i koszykówki
- 12 stołów do tenisa stołowego z bandami oddzielającymi
- 700 miejsc siedzących na trybunach
- sala taneczna 14 × 10 m
- sala gimnastyczna 10 × 7 m
- sala korektywy 10 × 7 m
- 11 szatni z natryskami
- parking przed obiektem